# Tambourissa floricostata
Tambourissa floricostata là một loài thực vật có hoa trong họ Monimiaceae. Loài này được Cavaco miêu tả khoa học đầu tiên năm 1958.